# ريتا راب
ريتا راب (بالإنجليزية: Rita Rapp)‏ هي عالمة وظائف الأعضاء أمريكية، ولدت في 25 يونيو 1928 في بيكوا في الولايات المتحدة، وتوفيت في 12 يوليو 1989.